# Brass and the Blues
Brass and the Blues — студійний альбом американського блюзового співака і гітариста Мадді Вотерса, випущений у 1966 році лейблом Chess.

## Опис
Brass and the Blues (іноді випускався як Muddy, Brass, and the Blues) вийшов відразу після компіляції синглів The Real Folk Blues, альбом став спробою Chess Records надати нового імпульсу записам Мадді Вотерса. Це був лише його третій випуск на LP, який вийшов за триб'ют-альбомом Muddy Waters Sings Big Bill і Folk Singer, і як попередні, цей також був концептуальним альбомом, однак дещо іншим. Попередні альбоми були зосередженні на звучанні і минулому Вотерса, однак на Brass and the Blues лейбл прагнув створити нове звучання, яке дуже нагадує Б. Б. Кінга (який продавав багато записів на той час).
Присутність тут мідних духових музичних інструментів та органу (на якому грає Пайнтоп Перкінс) доволі прийнятна; також Вотерсу акомпанують Джеймс Коттон (губна гармоніка), Семмі Лоугорн і Пі Ві Робінсон (обидва —
гітара), Отіс Спенн (фортепіано), Келвін «Фаз» Джонс (бас) і Віллі «Біг Айз» Сміт (ударні).

## Список композицій
1. «Corine, Corina» (Боббі Міллер) — 3:37
2. «Piney Brown Blues» (Джо Тернер, Піт Джонсон) — 3:10
3. «Black Night» (Джессі Мей Робінсон) — 2:15
4. «Trouble in Mind» (Річард М. Джонс) — 3:12
5. «Going Back to Memphis» (Вілл Шейд) — 3:10
6. «Betty and Dupree» (аранж. Джин Бардж, Ральф Степні, Ральф Басс) — 2:58
7. «Sweet Little Angel» (Б.Б. Кінг, Жуль Тоб) — 3:27
8. «Take My Advice» (Джессі Андерсон, Джин Бардж) — 2:48
9. «Trouble» (аранж. Джин Бардж, Ральф Степні, Ральф Басс) — 2:23
10. «Hard Loser» (Л. Дж. Велч, Маккінлі Морганфілд) — 3:05

## Учасники запису
- Мадді Вотерс — вокал, гітара
- Джеймс Коттон — губна гармоніка
- Семмі Лоугорн, Джеймс «Пі-Ві» Медісон — гітара
- Пайнтоп Перкінс — орган
- Отіс Спенн — фортепіано
- Келвін «Фаз» Джонс — бас
- Віллі «Біг Айз» Сміт — ударні

Технічний персонал
- Джин Бардж, Ральф Басс — продюсер
- Рон Мало — інженер
- Дон С. Бронстайн — дизайн
- Чарльз Степні, Джин Бардж — аранжування
- Ральф Басс — текст